# Абсолютное преимущество
В экономической теории под абсолютным преимуществом понимается способность предпринимателя, компании или страны произвести большее количество качественного продукта, используя одинаковое, определённое количество ресурсов. Преимущество в производстве определённых товаров и услуг может быть обусловлено благоприятными природными и климатическими условиями, дешевизной и легкодоступностью сырья, особыми знаниями и навыками в производстве товаров и другими особыми факторами производства. Понятие абсолютного преимущества было положено в основу теории абсолютных преимуществ, получившей признание в XVIII веке и основоположником которой считают Адама Смита. Наличие у страны абсолютных преимуществ в определённых отраслях означает, что страна имеет возможность производить соответствующие товары или услуги с меньшими удельными издержками.

## Теория абсолютных преимуществ Адама Смита
Адам Смит в своей работе «Исследование о природе и причинах богатства народов» (1776 г.) показал, что страны заинтересованы в свободном развитии международной торговли, так как могут выигрывать от неё независимо от того, являются ли они экспортёрами или импортёрами. Доказательства и обоснование возможности получения выгоды от участия в международном разделении труда путём обмена произведённого товара, в производстве которого страна обладает абсолютными преимуществами, на другие товары получило название теории абсолютных преимуществ.
Полемизируя с господствовавшей в то время теорией меркантилизма, Адам Смит показал, что благосостояние наций зависит не столько от количества накопленного ими золота, сколько от их способности производить конечные товары и услуги. Поэтому основная задача состоит не в приобретении и накоплении золота, а в развитии производства за счёт участия в разделения труда и его кооперации. Адам Смит существенное внимание уделил изучению преимуществ разделения труда на основе специализации экономической деятельности. При этом выводы о разделении труда А. Смит распространил и на сферу международной торговли, впервые теоретически обосновав принцип абсолютных преимуществ (или абсолютных издержек):

 «Основное правило каждого благоразумного главы семьи состоит в том, чтобы не пытаться изготовить дома такие предметы, изготовление которых обойдётся дороже, чем при покупке их на стороне… То, что представляется разумным в образе действия любой частной семьи, вряд ли может оказаться неразумным для всего королевства. Если какая-либо чужая страна может снабдить нас каким-нибудь товаром по более дешёвой цене, чем мы в состоянии изготовить его, гораздо лучше покупать его у неё на некоторую часть продукта нашего собственного промышленного труда, прилагаемого в той области, в которой мы обладаем некоторым преимуществом»— Исследование о природе и причинах богатства народов
Существование абсолютных преимуществ, когда данная страна может осуществлять производство определённого товара с меньшими издержками, то есть используя меньшее количество ресурсов, чем её потенциальные внешнеторговые партнёры, лежит в основе международного разделения труда. Именно на производстве таких товаров и следует специализироваться, продавая их излишки по каналам международной торговли в обмен на продукцию, выпуск которой в стране не осуществляется. В результате такого обмена товарами между государствами каждое из них оказывается в выигрыше, либо получая в своё распоряжение те товары, которые оно само в принципе не в состоянии производить, либо приобретая зарубежную продукцию по ценам значительно ниже тех, которые могут обеспечить отечественные производители. Иными словами, международная торговля превращается в деятельность, приносящую выгоду всем участникам.
Как было показано позднее, в частности Давидом Рикардо, основные недостатки разработанной А. Смитом концепции международной торговли заключаются в том, что речь идёт либо об обмене продукцией, на производство которой те или иные государства обладают своего рода природной монополией, либо о торговле между странами, находящимися на примерно одинаковой ступени экономического развития. Что же касается достаточно значимого сектора международной торговли — связей между государствами, существенно отличающимися друг от друга по степени экономической зрелости, то в этом отношении теория «абсолютных преимуществ» не может использоваться.